# هيسديجنيول ليه بيثون
هيسديجنيول ليه بيثون (بالفرنسية: Hesdigneul-lès-Béthune)‏ هي بلدية تقع في إقليم باد كاليه من منطقة نور با دو كاليه في شمال فرنسا. تبلغ مساحة هذه المدينة 2.59 (كم²)، وترتفع عن سطح البحر 115 م، يبلغ عدد سكانها 829 نسمة حسب إحصاء المعهد الوطني للإحصاء والدراسات الاقتصادية سنة 2009 م. وترأس Maurice Lecomte البلدية خلال فترة (2008-2014).